# Édouard Reuss
Pour les articles homonymes, voir Reuss (homonymie).

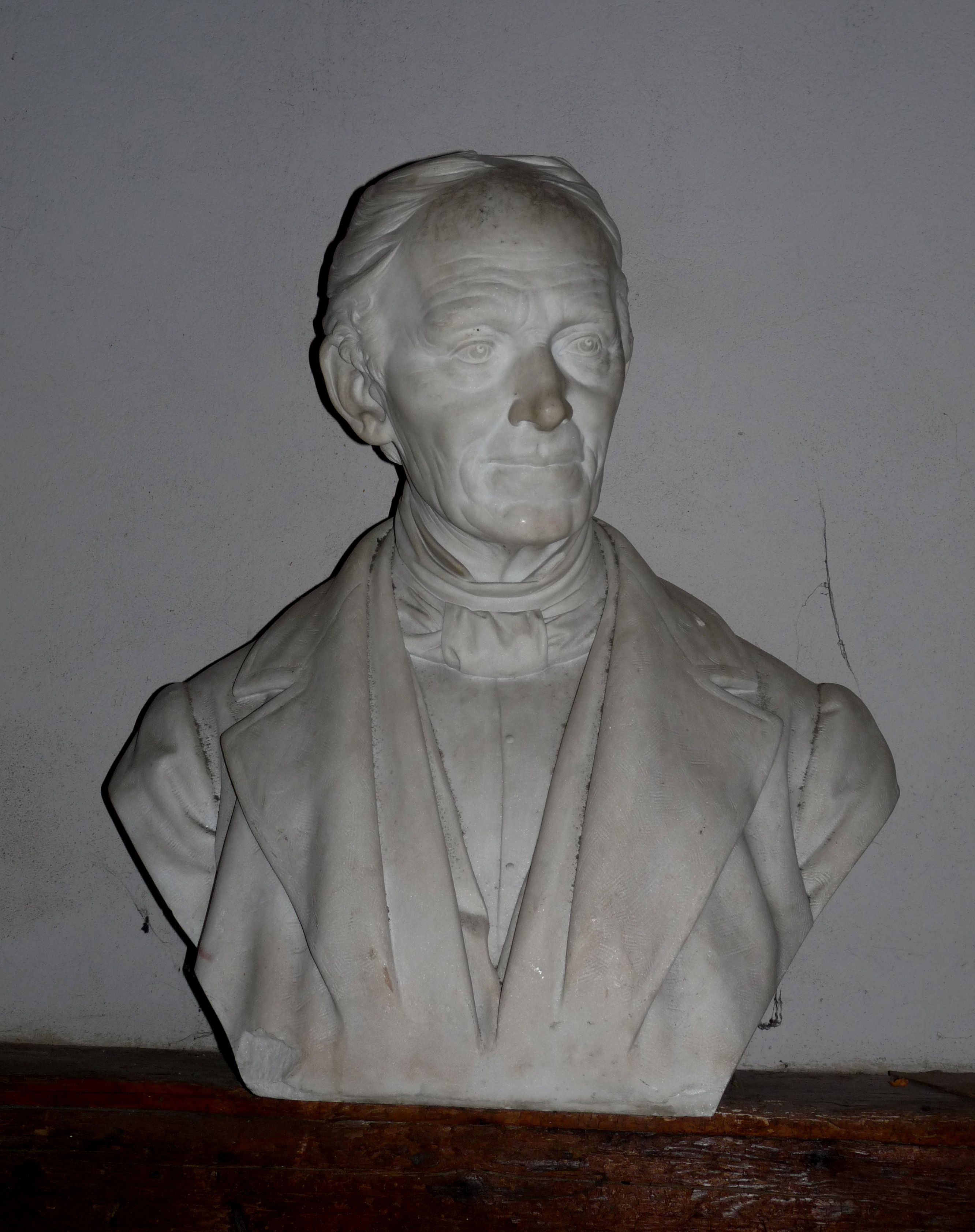
Buste d'Édouard Reuss (1893) à l'église Saint-Thomas de Strasbourg

Édouard Guillaume Eugène Reuss, né le 18 juillet 1804 à Strasbourg et mort le 5 avril 1891 dans la même ville, est un théologien professeur à la Faculté de théologie protestante de Strasbourg (1838-1888). Protestant libéral, il insistait sur la connaissance approfondie de la Bible et de son histoire. Il joua un rôle important dans la diffusion des recherches de l'école philologique allemande (hypothèse documentaire, problème synoptique) en France.

## Biographie
Il naît à Strasbourg, où il réalise ses études de philologie, qu'il poursuit à Göttingen auprès de Johann Gottfried Eichhorn, et à l'université de Halle, où il étudie les langues orientales auprès de Wilhelm Gesenius, et à Paris auprès de Silvestre de Sacy (1827-1828).
En 1828, il devient assistant à l'université de Strasbourg. De 1829 à 1834, il enseigne la critique biblique et les langues orientales à la Faculté de théologie protestante de Strasbourg, puis il est nommé maître de conférences, enfin, en 1836, professeur ordinaire de théologie et en 1864 professeur d'Ancien Testament à cette même université. Au contraire de son fils Rodolphe (1841-1924), historien de l'Alsace, ses sympathies vont nettement à l'Allemagne, même s'il possède une forte culture française et publie une édition complète des œuvres de Calvin : en 1838, dans la revue Erwinia. Il fait paraître un article sous le titre Wir reden deutsch où il combat la « francisation » qui se répand selon lui de plus en plus dans la société alsacienne. Après l'annexion de 1870, il conserve son poste à l'université de Strasbourg, jusqu'à sa retraite en 1888. Il était membre de la Société orientale allemande.
Dans l'Église luthérienne Reuss fait partie des libéraux. Il est d'ailleurs un collaborateur permanent de la Revue de théologie et de philosophie chrétienne de Timothée Colani « qui se voulait ouverte à la recherche critique et à la pensée moderne ». Ses théories critiques rejoignent en partie celles de Karl Heinrich Graf et de Julius Wellhausen :  en un certain sens il est leur précurseur, et de fait il est quelque temps le maître de Graf. À l'origine du nouveau mouvement, il hésite cependant à publier les résultats de ses études.

## Œuvres
- Édouard Reuss, Histoire du canon des saintes-écritures dans l'église chrétienne, Strasbourg, Treuttel et Wurtz, 1863, seconde édition.
- Bibliotheca Novi Testamenti Graeci : cuius editiones ab initio typographiae ad nostram aetatem impressas / quotquot reperiri potuerunt, collegit, digessit, illustravit Eduardus Reuss, C.A. Schwetschke, Braunschweig, 1872 (reprod. en fac simile en 2007)
- Die Geschichte der Heiligen Schriften Alten Testaments, C. A. Schwetschke, Braunschweig, 1881
- La Bible : Traduction nouvelle avec notes et commentaires ; en 17 volumes, plus un volume de tables générales. La publication s'échelonna de 1876 à 1881.